# Haus Hildener Künstler, H6

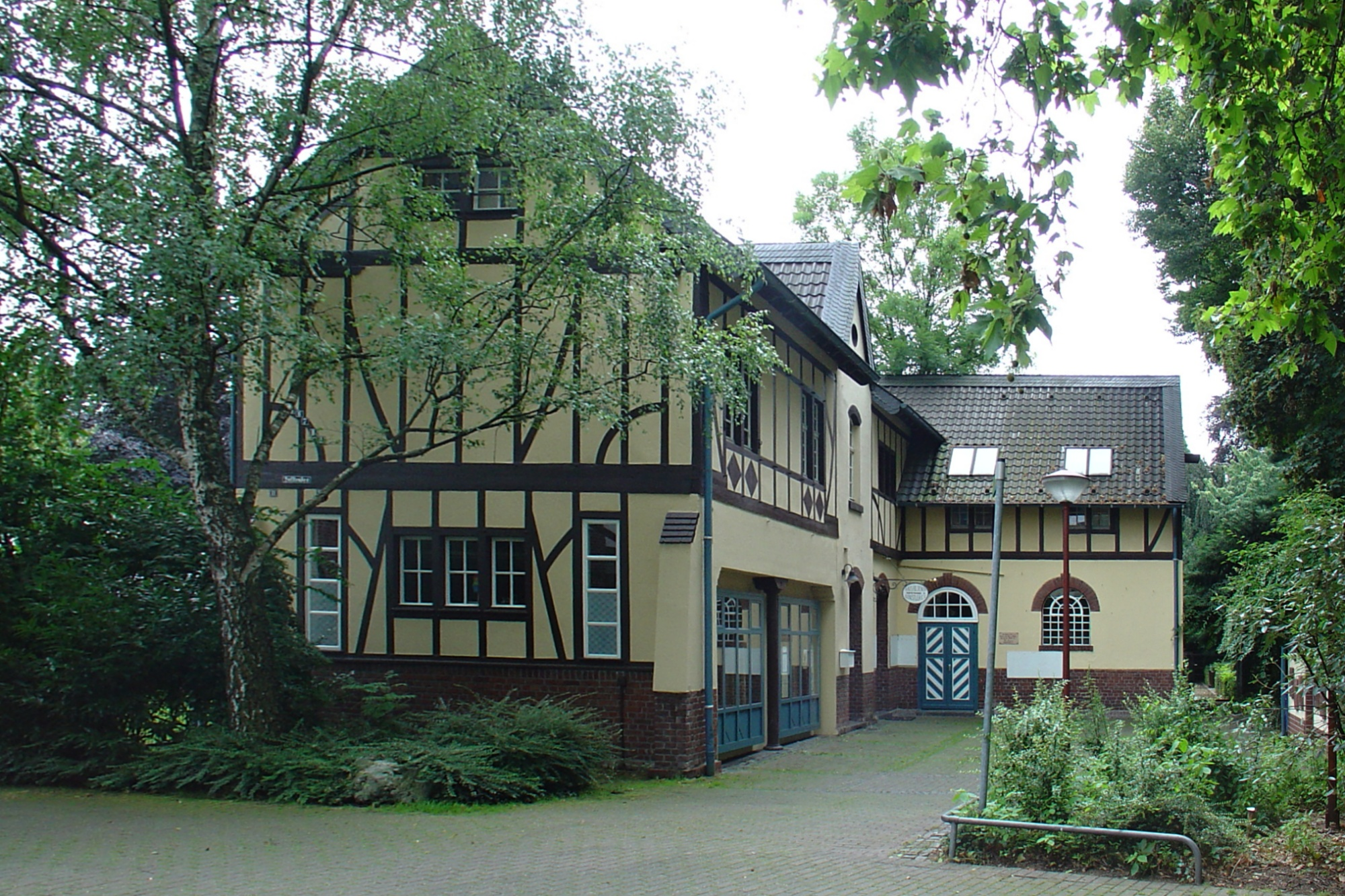
Haus Hildener Künstler

Das Haus Hildener Künstler ist ein Fachwerkhaus in Hilden, Hofstraße 6. Es liegt im Hildener Stadtpark.
Der Textilfabrikant Fritz Gressard (* 26. Mai 1839 in Elberfeld (heute Stadtteil von Wuppertal); † 15. Februar 1923 in Hilden) ließ es 1901 als Kutscherhaus für sein Pferd und seine Kutsche erbauen.
Heute gestalten Künstler in den elf Ateliers ihre Kunstwerke. Im Ausstellungsraum stellen sie Bilder und Kleinplastiken aus.
Der angrenzende, weiträumige, parkähnliche „Skulpturengarten“ ermöglicht es plastisch arbeitenden Künstlern ihre „Skulpturen“ in jährlich wechselnden Ausstellungen zu präsentieren.
Das Fachwerkhaus Hofstraße H6 wurde am 17. Oktober 2013 unter der Nummer 70 in die Liste der Baudenkmäler in Hilden aufgenommen.

## Geschichte
Der Hildener Textilfabrikant Fritz Gressard (1839–1923) hatte einen Fuhrpark mit einem Pferd und einer Kutsche. Dafür ließ er 1901 ein Kutscherhaus mit Stallgebäude, Sattelkammer, Remise und Kutscherwohnung bauen. Es ist ein Beispiel für die Fachwerkarchitektur im Zeitalter der Industrialisierung.
Um fachgerechte Betreuung zu erhalten, stellte er Gerhard Brings ein. Brings hatte in Königsberg als „Totenkopf-Husar“ gedient. Gerhard Brings wohnte ab 1902 mit seiner Frau und fünf Kindern im Obergeschoss.
Fritz Gressard war Inhaber der Firma Gressard & Co. und Ratsherr in Hilden. Schon vor dem Ersten Weltkrieg wurde sein Pferd zu militärischen Zwecken eingezogen. Der Stall stand danach leer. Herr Brings betätigte sich fortan als Nachtwächter und Portier.
Fritz Gressard verkaufte 1908 das Kutscherhaus an Sanitätsrat Heinrich Ellenbeck (1864–1945). Dessen Pferd, mit dem er täglich zu seinen Patienten ritt, stand in einem anderen Kutscherhaus in der Nähe seines Wohnhauses Ellerstraße 1. Gerhard Brings trat in seine Dienste ein und blieb bis 1920 in den Diensten von Ellenbeck.
Ernst Pieper (* 1878) mit Ehefrau Ida (* 1878) und den Kindern Wilhelm (* 1905) und Erna (* 1908) zogen 1913 in das Haus ein. Die Familie Pieper bewohnte das Haus bis 1927.
Nach dem Ersten Weltkrieg beschlagnahmte 1918 das britische Militär das Haus. Die Engländer als Besatzungsmacht stellten dort ihre Pferde unter. Für die Soldaten kochte die damalige Mieterin Frau Pieper. Die Engländer traute den Deutschen nicht. Deshalb mussten ihre Kinder zuerst jede Mahlzeit vorkosten.
Nach Abzug der Briten, diente das Haus und seine Nebengebäude dem Kleingewerbe, so z. B. eine Büroklammerfabrik, eine Schlosserei mit Drahtbiegerei, Malerwerkstätten, Klempner sowie ein Lack- und Farbengroßhandel. Im Hof lag der Hühner- und Kaninchenstall. Sogar ein Schwein wurde gehalten. Da dies nicht gestattet war, konnte auch keine Diebsstahlanzeige erfolgen, als das Schwein eines Tages spurlos verschwunden war.
Im Zweiten Weltkrieg bauten sich die damaligen Bewohner, die Familie Rüttger und der Vater von Irmgard Müller, draußen ihren eigenen kleinen Bunker. Den Zugang kann man heute noch im Skulpturengarten sehen.
Im November 1976 kaufte die Stadt Hilden von der Erbengemeinschaft Ellenbeck den Grundbesitz Hofstraße 6.
Im Zuge der Sanierung des Stadtparks sollte 1977 das Kutscherhaus abgerissen werden. Geplant waren neue Parkplätze mitten im Stadtpark.
Eine Initiative von Ratsherren und Bürgern rettete jedoch das Anwesen.
Der Ratsherr Klaus Kirschbaum stellte 1977 den Antrag das Kutscherhaus Hofstr. 6 zu erhalten und für kulturelle Dinge zu nutzen. Tatsächlich beschloss 1978 der Rat unter der Bürgermeisterin Ellen Wiederhold den Kauf und die Restaurierung.
Noch bis 1979 gab es in dem Gebäude nur ein Plumpsklo, eine Wasserstelle und keine Heizung. Niemand investierte. Petroleumlampen erhellten die Zimmer, Kohleöfen erwärmten das Gemäuer. Bis 1981 war das Plumpsklo in Betrieb.
Mit sieben Pionieren für die Kunst wurde am 10. Februar 1979 der „Verein Haus Hofstraße 6, Hildener Künstler e.V.“ gegründet. Ohne städtische Mittel, nur durch die Hilfe vieler engagierter Bürger und Handwerksbetriebe und unter der Regie des Architekten Hans Strizewski, der auch die Stadthalle baute, konnte das baufällige Haus in drei Jahren von Grund auf saniert und restauriert werden.

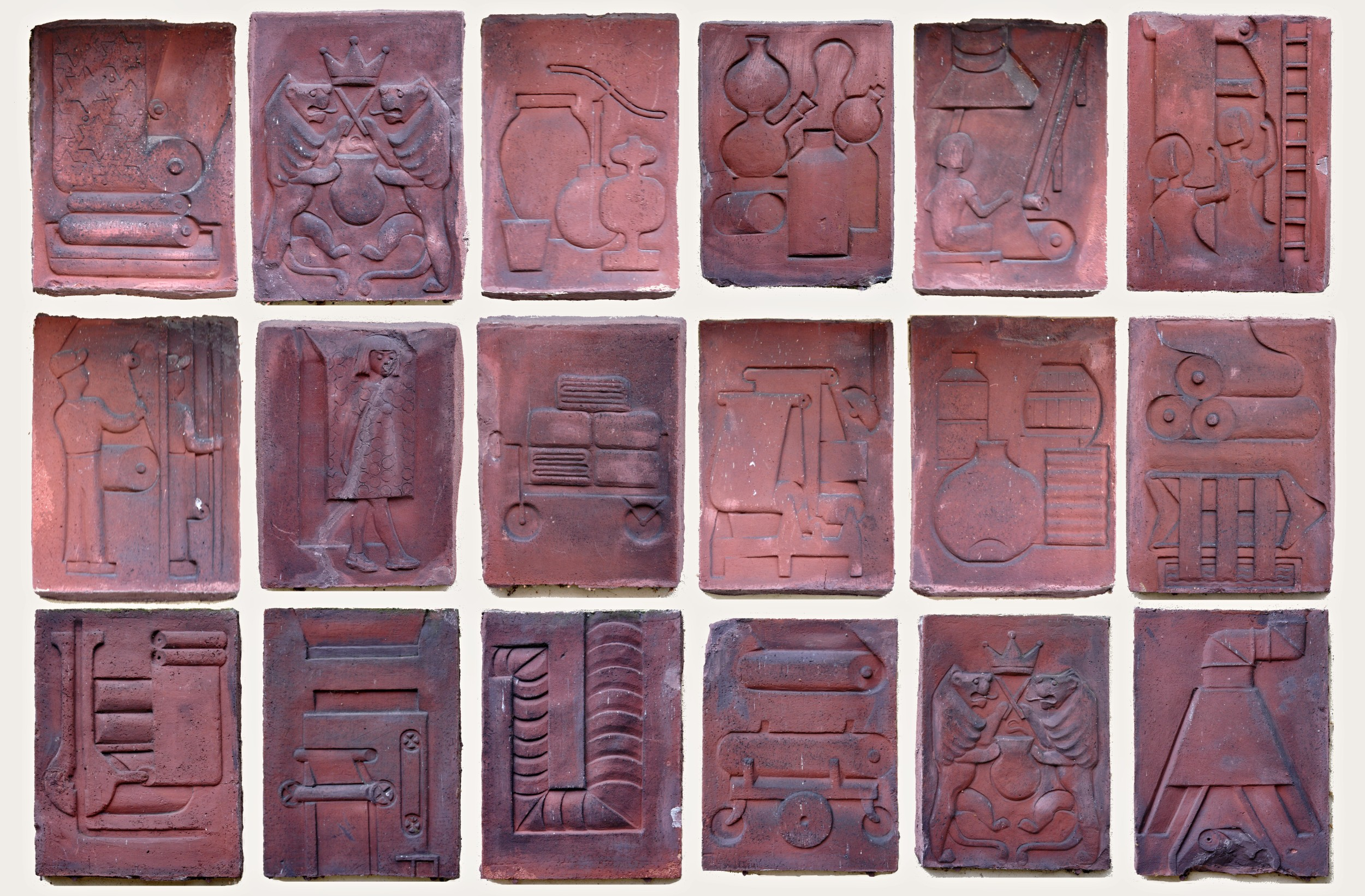
Herstellung der Kunstseide, Keramikplatten

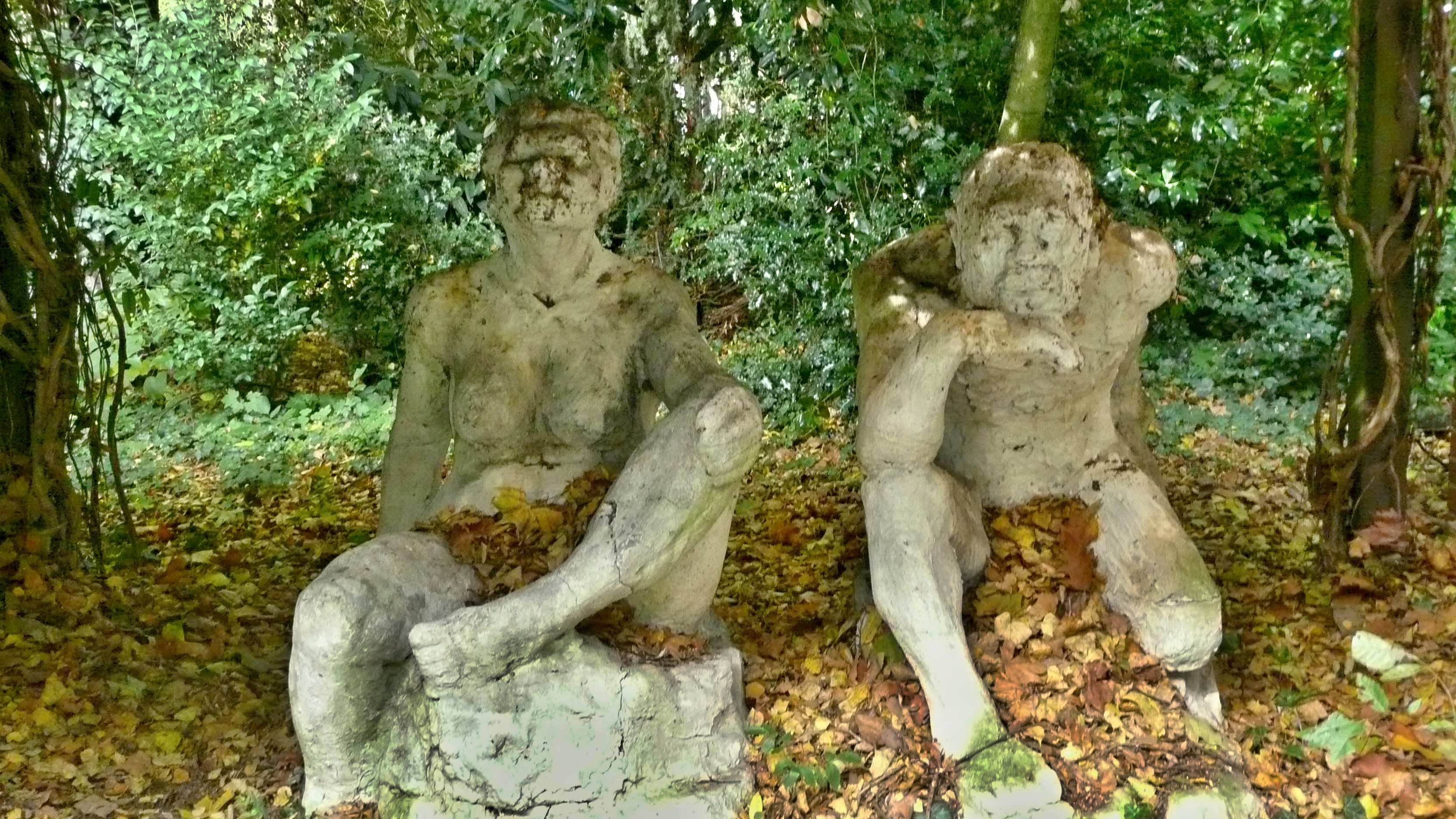
Plastiken, Tatendrang & In Gedanken versunken, am Nebenhaus neben dem Künstlerhaus

1982 konnte das Haus als „Kristallisationspunkt künstlerischer Aktivitäten und Entwicklungen“ nutzbar gemacht und bezogen werden. Der Verein mit über 200 Mitgliedern, hat sich zur Aufgabe gemacht, das Haus zu erhalten und stellt seine Räume für Ateliers, Ausstellungen und andere kulturelle Zwecke zur Verfügung. Den Mitgliedern stehen unter einem Dach heute elf Ateliers, ein großes gemeinsames Werkatelier und ein großer Ausstellungsraum zur Verfügung. Viele künstlerische Aktivitäten, Arbeitsgruppen, Kulturamt und Volkshochschule bereichern das Angebot mit Veranstaltungen.
Ein kleines Nebengebäude sieht auf den ersten Blick mit daran befestigten Lebkuchen fast wie ein Hexenhäuschen aus. Bei den „Lebkuchen“ handelt es sich um Tonreliefs-Platten des Baukreis-Künstlers Hans-Peter Feddersen. Sie zierten früher das Pförtnerhaus der Textilfabrik Paul-Spindler-Werke an der Walder Straße 49. Sie sind gerade noch rechtzeitig vor der Planierung des Geländes in Sicherheit gebracht worden. Sie dokumentieren die Herstellung von Seide im Spindler-Werk.
Im Hof begrüßen die zwei Figuren „Tatendrang & In Gedanken versunken“ die Besucher.

## Aussteller im H6
Mehr als 240 Künstler aus Hilden und Umgebung haben inzwischen im Haus Hildener Künstler, H6 ausgestellt.

### Skulpturengarten 2025/2026
| Foto | Künstler                                             | Objekt-Name                                       |
| ---- | ---------------------------------------------------- | ------------------------------------------------- |
|      | Sandro Antal                                         | ohne Titel                                        |
|      | Eva Augusiak                                         | Psst!                                             |
|      | Ute Augustin-Kaiser                                  | Drei Raumzeichen                                  |
|      | Milan Cedl                                           | Kybernetischer Zauber                             |
|      | Gerd Clemens                                         | Triumvirat, der Sprecher, der Lauscher, der Seher |
|      | Bernd Engberding                                     | Tingeltangel, Einladung zum Tanz                  |
|      | Gisela Gelzhäuser                                    | Wohin? (mit aufmüpfigen Frauen)                   |
|      | Gruppe Lachsfarbe: Hubertus Knopff, Heinz-Uwe Schorn | Nächste Generation                                |
|      | Ingrid Handzlik                                      | Das Ei ist der Beginn des Lebens                  |
|      | Wolfgang Kühn                                        | Open Future                                       |
|      | Gabriele Mai-Schmidt                                 | Ansichten                                         |
|      | Marianne Roetzel                                     | Zwei große Frauen                                 |
|      | Uwe Schaale                                          | Erde beerdigen                                    |
|      | Charlotte Schmitz                                    | Sonnenrad                                         |
|      | Wolfgang Sendermann                                  | Sinne                                             |
|      | Hans-Peter Wehage                                    | Thekla                                            |
|      | Peter Weisner; Raphael Siganschin                    | Sonnenlicht                                       |
|      | Berthold Welter                                      | Aufgetaucht                                       |

Der Skulpturengarten in H6 ist seit Juli 2025 Trauort in romantischer Atmosphäre mit künstlerischem Flair.